# ین ام‌ویلا
یان ژرارد ام‌ویلا (فرانسوی: Yann Gérard M'Vila‎؛ زادهٔ ۲۹ ژوئن ۱۹۹۰) بازیکن حرفه ای فوتبال اهل فرانسه است  در پست هافبک دفاعی برای باشگاه مالرب کان در مسابقات قهرمانی کشور بازی می کند.
زادگاه =           امیان ، فرانسه 
ارتفاع =           ۱٫۸۳سانتی متر (۶فوت و ۰ اینچ
پای تخصصی =    راست
تیم کنونی =      مالرب کان
شروع فوتبال =       سال ۱۹۹۹ از سن سن فوسیون
شروع فعالیت حرفه ای =      از استاد رن در تاریخ.  ۱٫۷٫۲۰۰۸
پایان قرارداد =      ۳۰ ژوئن ۲۰۲۶
بیشترین ارزش بازار =      ۲۱ میلیون یورو (۲۳مه ۲۰۱۲)
ارزش کنونی =     ۴۰۰ هزار یورو. (۲ژوئن ۲۰۲۵) آخرین بروزرسانی 
دین =      مسلمان
نماینده =     نماینده SAG
ملیت =       فرانسوی
شهروندی =     فرانسه و کنگو
حرفه ی باشگاهی
در باشگاه رن از ۱۵۰ بازی ۴ گل و ۵ پاس گل 
در رویین کازان از ۸۱ بازی ۳ گل و ۷ پاس گل
در اینتر ۱۴ بازی بدون گل و پاس گل
در ساندرلند ۴۰ بازی ۱ گل و ۴ پاس گل
در سنت اتین ۹۱ بازی بدون گل و ۳ پاس گل
در المپیاکوس ۱۴۰ بازی ۸ گل و ۷ پاس گل
در وست برومویچ آلبیون ۹ بازی بدون گل و پاس گل
در مالرب کان ۲۱ بازی ۲ گل و ۱ پاس گل
حرفه ی ملی
فرانسه با مربیگری لوران بلان از ۲۲ بازی ۱ گل 
فرانسه زیر ۲۱ سال با ۱۰ بازی
فرانسه زیر ۱۹ سال از ۱۸ بازی ۳ گل
فرانسه زیر ۱۸ سال با ۶ بازی
فرانسه زیر ۱۷ سال از ۱۴ بازی و ۲ گل
فرانسه زیر ۱۶ سال با ۲ بازی
تورنمنت های ملی
دوستانه با ۱۱ بازی و ۶۱۸ دقیقه بازی
مقدماتی اروپا از ۸ بازی ۱ گل و ۷۲۰ دقیقه بازی
یوفا یورو با ۳ بازی و ۱۸۵ دقیقه بازی
آمار سالی
سال ۲۰۱۰ با ۵ بازی و ۴۳۴ دقیقه بازی
سال ۲۰۱۱ از ۱۲ بازی ۱ گل و ۷۴۸ دقیقه بازی
سال ۲۰۱۲ با ۵ بازی و ۲۵۰ دقیقه بازی
گل ملی او
مقابل آلبانی در ورزشگاه قمال ستافا در شهر تیرانا در پست هافبک دفاعی در تاریخ ۲ سپتامبر ۲۰۱۲ با پای راست در مقدماتی یورو در گروهD 